# AnsaldoBredas førerløse metrotogsæt
AnsaldoBredas førerløse metrotogsæt (også kaldet Driverless) er en serie førerløse elektriske togsæt med tilhørende signalsystem produceret af det italienske AnsaldoBreda. Togsættet benyttes i (eller vil blive benyttet i) Københavns Metro, Princess Nora bint Abdul Rahman University, Brescias Metro, Thessalonikis Metro, linje 5 i Milanos Metro, linje C i Roms Metro og den gule linje i Taipeis Rapid Transit System. Københavns Metro, der åbnede i 2002, var det første system til at benytte denne serie af førerløse elektriske togsæt.
Det rullende materiel består af to til seks leddelte vogne. Alle tog er 2,65 m brede, bortset fra dem der benyttes i Roms Metro, der er 2,85 m brede. Alle kører på normalspor. Hver vogn har en effekt på 210 eller 256 kilowatt (282 eller 343 HK), der optages fra en strømskinne med 750 volt (bortset fra i Rom, hvor det er 1.500 V). Systemerne er fuldt automatiseret, og består af automatisk togbeskyttelse (ATP), automatisk togstyring (ATO) og automatisk trafik- og overvågningssystem (ATS).

## Rullende materiel
Det rullende materiel består af standardiserede karrosserier, koblet sammen med en leddeling. Antallet af vogne mellem de forskellige systemer, hvor de benyttes. Togene i Princess Nora bint Abdul Rahman University-systemet er tovognstogsæt. I de andre systemer varierer togsættene mellem tre til seks vogne, hvorved togene bliver fra 39 til 109 meter lange. De er 2,65 meter brede, bortset fra togsættene i Roms Metro, som er 2,85 meter. Togsættene varierer fra 3,4 til 3,85 meter i højde. Hver vogn har to døre i hver side, der er 1,3 m brede og 1,945 m høje. Køretøjerne er designet af Giugiaro Design.
Togsættene med tre og fire vogne drives af seks tre-fasede asynkronmotorer pr. tog, hvor hver motor yder en effekt på 105 eller 128 kW (hhv. 141 og 172 HK), hvilket giver hvert tog en samlet effekt på hhv. 630 eller 764 kW (840 eller 1025 HK). De to motorer i hver vogn forsynes af vognens egen IGBT-beskyttede vekselrettere. Disse omformer de 750 V (1.500 V i Rom) jævnstrøm fra strømskinnen til den trefasede vekselstrøm, der benyttes i motorerne. Togenes tophastighed er 80 eller 90 km/t med en maksimal acceleration og deceleration på 1.3 m/s². Sporet er normalspor, og der benyttes perrondøre på underjordiske stationer.
| System       | Linjer    | Indviet | Togsæt | Vogne pr. togsæt | Længde | Bredde | Effekt | Effekt | Hastighed | Hastighed |
| System       | Linjer    | Indviet | Togsæt | Vogne pr. togsæt | m      | m      | kW     | HK     | km/t      |           |
| ------------ | --------- | ------- | ------ | ---------------- | ------ | ------ | ------ | ------ | --------- | --------- |
| Brescia      | —         | 2013    | 18     | 3                | 39,0   | 2,65   | 630    | 840    | 80        |           |
| Honolulu     | —         | 2023    | 20     | 4                | 39,1   | 3,05   | —      | —      | 105       |           |
| København    | M1 og M2  | 2002    | 34     | 3                | 39,0   | 2,65   | 630    | 840    | 90        |           |
| København    | M3 og M4  | 2019    | 30     | 3                | 39,0   | 2,65   | 630    | 840    | 90        |           |
| Milano       | Linje 5   | 2013    | —      | 4                | 39,0   | 2,65   | 630    | 840    | 80        |           |
| Riyadh       | —         | 2012    | 22     | 2                | 28,7   | 2,65   | —      | —      | 60        |           |
| Rom          | Linje C   | 2014    | 30     | 6                | 109,4  | 2,85   | —      | —      | 90        |           |
| Taipei       | Gul linje | 2015    | 17     | 4                | 68,0   | 2,65   | —      | —      | 80        |           |
| Thessaloniki | —         | 2024    | 18     | 4                | 51,0   | 2,65   | 764    | 1025   | 90        |           |

## Automatik
Systemerne kontrolleres af et fuldt automatiseret computersystem, der er beliggende på kontrol- og vedligeholdelsescentret. Den automatiske togkontrol (ATC) består af tre undersystemer: automatic train protection (ATP), automatic train operation (ATO) and automatic train supervision (ATS). ATP'en er ansvarlig for styring af togenes hastighed, sikring at dørene er lukkede før afgang og sikring at sporskifterne er sat korrekt. Systemet benytter faste bloksignaler, bortset fra omkring stationer, hvor der benyttes flydende blokke. System er projekteret og bygget af Union Switch & Signal.[kilde mangler]
ATO'en er den autopilot, der kører toget efter en prædefineret køreplan, der sikrer at toget stopper på stationer og betjener dørene. ATS'en monitorerer alle netværkets komponenter, inklusive skinnerne og alle systemets tog, og viser et direkte skematik i kontrolcentret. ATC'en er designet, således at kun ATP'en er sikkerhedskritisk, og vil standse tog, hvis de andre systemer har fejl. Nogle af systemets andre aspekter, så som strømforsyning, ventilation, sikkerhedsalarmer, kameraer og pumper kontrolleres af et SRO-system ("Styring, Regulering og Overvågning").
De hyppigste reparationer er hjulafdrejning. Mere komplicerede reparationer udføres ved at udskifte hele komponenter, der så sendes til producenten. Ved at have reservedele liggende kan togene have kortere vedligeholdelsestider. Centeret har også systemets arbejdstog, heriblandt et diesellokomotiv, der kan bjærge nedbrudte tog. På ethvert tidspunkt arbejder fire personer i kontrolcentret. To monitorerer ATC-systemet, en monitorerer passagerinformation, mens den sidste er ansvarlig for sekundære systemer, fx strømforsyning. I tilfælde af tekniske problemer er der altid et hold af teknikere, der kan tilkaldes for at udføre reparationer. Selvom togene ikke er udstyret med chauffører, findes stewards der hjælper passagerer, udfører billetkontroller og assisterer i nødsituationer.

## Systemer

### Brescia
Brescias Metro er et system, der åbnede i marts 2013 i Brescia, Italien. Det 18 km lange system anlægges i tre etaper og vil have 23 stationer. Systemet vil have en togfølgetid på 90 sekunder. ASM Brescia bestilte 18 tog, der nu benyttes på Metroen.[kilde mangler]

### Honolulu
Honolulu Rail Transit-projektet vil være en 32 km lang højbane, der vil forbinde Honolulu by på øen Oahu i Hawaii med de perifære forstæder. Projektet forventes at åbne i etaper fra 2017, mens hele ruten med 21 stationer forventes fuldendt i 2019. AnsaldoBredas Driverless-metrotogsæt vil blive benyttet i systemet. Honolulu-politikere og entreprenører havde første spadestik på projektet den 22. februar 2011 i Kapolei, Hawaii. Pr. oktober 2012 er opførelsen af søjler og fundamenter for rutens første 0,8 km fuldendt. Fremtidige forlængelser med sidespor til ruten og 15 yderligere stationer er planlagt. Anlægget af projektet er i øjeblikket på hold, da retslige følger fra Kaleikini v. Yoshioka-sagen blokerer fortsættelse af projektet indtil byen og amtet bemyndiger et fuldbyrdet arkæologisk undersøgelse for hele banen.

### København
Københavns Metro, Danmark, består af to linjer, M1 og M2, der kører 20,5 km og betjener 22 stationer. Systemet åbende mellem 2002 og 2007, og forbinder Indre By med Frederiksberg og Amager, og Københavns Lufthavn. Den næste udbygning, Cityringen, er under anlæg og forventes at åbne i 2019. Metroselskabet modtog 34 trevognstogsæt mellem 2002 og 2007, og kører med en togfølgetid på mellem to og tyve minutter, inklusive drift hele natten. I april 2008 vandt Københavns Metro prisen for verdens bedste metro ved MetroRail 2008.

### Milano
Den første del af Linje 5 i Milanos Metro mellem Bignami og skiftestationen Zara (med forbindelse til linje M3) åbnede den 10. februar 2013. Anden etape åbnede den 1. marts 2014, og forløber fra Zara til Porta Garibaldi Station. De tredje og fjerde etaper er under anlæg, og begge forventes at åbne i 2015, og vil gå fra Garibaldi til San Siro Stadion og fra Bignami til Monza. Yderligere forlængelser er planlagt. Den 5,6 km første etape var estimeret at koste €500 mio. [kilde mangler]

### Riyadh
En 11,5 km lang metro, der betjener Princess Nora Bint Abdulrahman University i udkanten af Riyadh åbnede i 2012.

### Rom
Roms Metros Linje C, der åbnede i november 2014 med yderligere forlængelser under anlæg, bliver 25,5 km lang, hvoraf 17,6 km vil være underjordisk. Linjen vil have 30 stationer, hvoraf 21 bliver underjordiske, og transportere op til 24.000 passagerer pr. time i hver retning. Metropolitana di Roma har bestilt 30 seksvognstogsæt, der er 20 cm bredere end togene i de andre systemer, og kan rumme 1.200 passagerer pr. tog. Systemets gennemsnitshastighed bliver 35 km/t, med en togfølge varierende fra tre til tyve minutter. Anlægget af systemet er estimeret til €3 mia. og vil (foruden etapen fra 2014) åbne i tre yderligere etaper i 2015, 2016 og 2020.

### Taipei
Den Gule Linje eller Circle Line i Taipei Rapid Transit System, Taiwan, vil fungerer som tværforbindelse mellem eksisterende baner. Det 52 km lange system vil have 46 stationer. Den 15,4 km lange første etape vil have 14 stationer og forventes fuldendt i december 2015. Taipei Rapid Transit Corporation har bestilt 17 tog for denne etpe.[kilde mangler]

### Thessaloniki
Den nye Thessaloniki Metro i Grækenland har været under anlæg siden 2006, og forventes at åbne i 2024 efter at have kostet €800 mio. Den 9,5 km bane vil være fuldstændig underjordisk og have 13 stationer. Attiko Metro vil benytte 18 trevognstogsæt på den nye bane.[kilde mangler] Systemet vil efterfølgende begynde anlæg af to forlængelser á 5 km og 5 stationer, for at danne en metro med to linjer.